# C̈
C̈, c̈ en minúscula, también llamada C con diéresis, es una letra del idioma checheno. Representa la africada postalveolar sorda /t͡ʃ/, se pronuncia como la letra ch en la palabra “chocolate”.
La letra original que representa la consonante africada postalveolar sorda en checheno era ç, pero se cambió a c̈ al igual que ş se cambió a s̈.
También se utiliza en el dígrafo c̈h en el idioma Yanesha'; c̈h representa /t͡ʂ/, y ch (sin la diéresis) representa /t͡ʃ/.